# Bertrand-Sévère Mascarou-Laurence
Bertrand-Sévère Mascarou-Laurence (Oroix, 7 settembre 1790 – Roma, 30 gennaio 1870) è stato un vescovo cattolico francese, noto soprattutto per essere stato vescovo di Tarbes durante le apparizioni di Lourdes nel 1858 e per averle riconosciute quattro anni dopo.

## Biografia

### Formazione
Nato il 7 settembre 1790 in una famiglia di piccoli artigiani, nel piccolo villaggio di Oroix, il giovane Laurence trascorse la sua giovinezza frequentando pochissimo la scuola. Fu apprendista barbiere a Juncalas. A 20 anni sapeva a malapena leggere e scrivere e le sue conoscenze intellettuali non si estendevano molto. Tuttavia, si rivelò un illustre studente alla pensione di Bordères ed al liceo di Bétharram, prima di essere particolarmente notato al collegio di Aire-sur-l'Adour, dove completò i suoi studi.

### Ministeri
Nel 1821, all'età di 31 anni, fu ordinato sacerdote e l'anno successivo nominato superiore del Petit-Séminaire che doveva essere creato a Saint-Pé-de-Bigorre, sulle rovine di un antico monastero benedettino, acquistato dall'Abate Procope Lassalle, rettore del Santuario di Bétharram. Padre Laurence affrontò tutte le difficoltà e fu allora che si rivelarono il suo spirito d'iniziativa ed il suo talento di amministratore. Laurence lasciò il seminario nel 1834, su richiesta del vescovo Monsignor Double, che lo nominò vicario generale e gli affidò la direzione del seminario maggiore di Tarbes. Così noto alla diocesi, Laurence fu preteso dai sacerdoti locali per succedere al vescovo dopo la sua morte.

## Episcopato
L'8 gennaio 1845 padre Laurence fu nominato vescovo di Tarbes e, infine, fu consacrato il 1º giugno 1845 dall'arcivescovo di Parigi, Monsignor Denis-Auguste Affre. I suoi principali co-consacranti furono Pierre-Dominique-Marcellin Bonamie, arcivescovo titolare di Chalcédoine e Jean-Paul Courvezy, vescovo titolare di Bida.
Devozione filiale alla Vergine Maria, alla quale attribuì la sua elevazione, fece ricostruire nella sua diocesi diversi santuari che la rivoluzione aveva distrutto: Garaison, Héas, Piétat, ecc. Vi ristabilì anche il culto e la manifestazioni popolari del passato. Sempre attento agli interessi materiali e morali dei suoi diocesani, curò ospedali, fondò scuole e promosse missioni parrocchiali.
Favorì la vita religiosa e promosse l'insediamento in diocesi dei Fratelli dell'istruzione cristiana, delle dame di Nevers, delle Figlie della Croce e delle Suore di San Giuseppe, di cui è considerato fondatore.

### Apparizioni di Lourdes
All'inizio del 1858, il vescovo si confrontò con le apparizioni mariane della città di Lourdes. Si tenne informato per posta sull'evolversi degli eventi, in costante contatto con padre Dominique Peyramale, allora decano e parroco della cittadina di Lourdes.
Il 28 luglio 1858 istituì una commissione d'inchiesta incaricata di valutare i fatti e di determinare quale dovesse essere la posizione della Chiesa su di essi.
Incontrò per la prima volta Bernadette Soubirous il 5 febbraio 1860, circa due anni dopo le apparizioni.
Il 18 gennaio 1862, dopo un attento esame della Chiesa, il vescovo Laurence pubblicò una lettera in cui riconosceva ufficialmente le apparizioni di Lourdes. Nella sua lettera, dopo un richiamo descrittivo delle apparizioni, il vescovo spiega la saggia lentezza che la Chiesa porta nell'apprezzamento dei fatti soprannaturali. Chiese certe prove prima di ammetterle e proclamarle divine, perché il demonio può sviare l'uomo travestendosi da angelo di luce:
“Ci siamo ispirati alla commissione, composta da sacerdoti saggi, pii, colti, esperti, che interrogavano la bambina, studiavano i fatti, esaminavano tutto, pesavano tutto. Abbiamo anche invocato l'autorità della scienza e siamo rimasti convinti che l'apparizione è soprannaturale e divina e che, di conseguenza, ciò che ha visto Bernadette, è la Santissima Vergine. La nostra convinzione si è formata sulla testimonianza di Bernadette, ma soprattutto in base ai fatti avvenuti e spiegabili solo con un intervento divino”.

### Ultimi anni
Mentre si recò a Roma in occasione del Concilio Vaticano I, già afflitto di malattia, alcuni sacerdoti e laici gli chiesero di rimandare il viaggio. Il vescovo Laurence rispose: “Ed il mio dovere di vescovo? Se muoio, non ci sono cimiteri a Roma?".
Morì a Roma il 30 gennaio 1870; la salma oggi riposa nel Cimitero del Santuario di Notre-Dame di Lourdes.
Una statua monumentale nel cortile d'ingresso del piccolo seminario di Saint-Pé-de-Bigorre, fu eretta dopo la sua morte per rendergli omaggio. Lì vi rimase per oltre un secolo. È l'unica statua conosciuta del vescovo Laurence.
Lasciò per testamento al piccolo seminario un suo ritratto ad olio, dipinto da Anatole Dauvergne, che è stato esposto nel refettorio dal 1870 al 1999 e che attualmente appartiene ad un ufficio dell'Archivio diocesano di Lourdes.